# Luna 17
Luna 17 (rusky Луна 17) byla další automatická meziplanetární sonda ze Sovětského svazu z programu Luna, která v roce 1970 dokázala vysadit na Měsíci vozítko Lunochod 1. V katalogu COSPAR byla později označena jako 1970-095A.

## Popis sondy
Použitý typ E-8 byl vyroben v OKB Lavočkina v Chimkách. Hlavní součástí sondy byl pojízdný tančík, robotizované vozítko Lunochod 1. Byl osmikolový, dlouhý 2218 mm, rozchod kol 1,6 metru, opatřen slunečními bateriemi na horním víku.
Hmotnost sondy byla při startu 5600 kg, výrobní číslo měla 203.

## Průběh mise
Start nosné rakety Proton K/D se sondou byl krátce po poledni 10. listopadu 1970 z kosmodromu Bajkonur. Nejprve byla vynesena na nízkou oběžnou dráhu 187-205 km nad Zemí (též uváděna jako parkovací) a z ní za hodinu pomocí nosné rakety pokračovala v letu směrem k Měsíci. Během přeletu byly provedeny dvě korekce dráhy a 15. listopadu 1970 se sonda dostala na oběžnou dráhu Měsíce. Den poté byla dráha lehce změněna.
Dne 17. listopadu 1970 byly ze sondy odhozeny pomocné přístrojové bloky, zapálen brzdicí motor a sonda přistála v oblasti Mare Imbrium (Moře dešťů) jižně od mysu Promontorium Heraclides. Tři hodiny po přistání ze sondy vyjel Lunochod 1 (ovládaný dálkově ze Země) a zahájil dlouhodobou činnost. Po povrchu najezdil 10 540 metrů, pořídil a na Zemi odeslal přes 20 000 snímků a několik stovek výsledků měření hornin. Vydržel pracovat až do 4. října 1971, pak mu došly zdroje. Mise byla velmi úspěšná.